# Mutzig
Mutzig (Mützig in tedesco) è un comune francese di 6 083 abitanti situato nel dipartimento del Basso Reno nella regione del Grand Est nel nord-est della Francia,capoluogo dell’omonimo cantone.
Il suo territorio è attraversato dal fiume Bruche.

## Società

### Evoluzione demografica
Abitanti censiti